# Enekbatus cristatus
Enekbatus cristatus är en myrtenväxtart som beskrevs av Malcolm Eric Trudgen och Barbara Lynette Rye. Enekbatus cristatus ingår i släktet Enekbatus och familjen myrtenväxter. Inga underarter finns listade i Catalogue of Life.